# 德胜桥
德胜桥是北京市西城区的一座有悠久历史的桥梁，位于德胜门内大街什刹海后海和西海的交汇处。

## 历史
德胜桥于明朝始建，闸桥合一，为单孔石拱桥，因靠近德胜门而得名。该桥的桥面原来呈拱形，1919年桥面改为平缓，并且在桥上增设了步行道。1943年，将该桥的石栏板改为城砖砌成的宇墙式栏板。